# 康斯坦丁·卡图谢夫
康斯坦丁·费奥多罗维奇·卡图谢夫，（俄语：Константи́н Фёдорович Ка́тушев，1927年10月1日—2010年4月5日）苏联政治人物。曾任苏共高尔基州委第一书记；苏共中央社会主义国家共产党工人党联络部部长；苏联部长会议副主席；苏联常驻经济互助委员会代表；驻古巴特命全权大使；苏联国家对外经济关系委员会主席；苏联对外经济关系部长等职务。

## 生平
- 1927年10月1日出生于下诺夫哥罗德省大博尔季诺的一个教授家庭。
- 1945年-1951年，高尔基理工学院机械系学习，获机械工程师资格。
- 1951年-1957年，高尔基汽车厂设计师、高级设计师、首席设计师、副总设计师。1952年加入联共（布）。
- 1957年-1959年，苏共高尔基汽车厂设计实验部书记。
- 1959年-1961年，苏共高尔基市阿夫托扎沃茨基区委第二书记。
- 1961年-1963年，苏共高尔基汽车厂党委书记。
- 1963年-1965年12月，苏共高尔基市委第一书记。
- 1965年12月-1968年4月，苏共高尔基州委第一书记。
- 1968年4月-1977年5月，苏共中央书记处书记。期间，1972年-1977年，苏共中央社会主义国家共产党工人党联络部长。
- 1977年3月-1982年7月，苏联部长会议副主席。期间，1977年-1980年10月，苏联驻经互会代表。
- 1982年7月-1985年11月，驻古巴共和国特命全权大使。1982年10月递交国书。
- 1985年11月-1988年1月，苏联国家对外经济关系委员会主席。
- 1988年1月-1991年11月，苏联对外经济关系部长。
- 1991年11月起退休，享受莫斯科市个人养老金待遇。
- 1996年起，Diamant银行总裁。
- 2000年4月起，莫斯科VIP-Bank公司监事会主席。
- 2010年4月5日于莫斯科逝世，享年82岁。葬于特罗耶库罗夫公墓。

卡图谢夫是苏共22-28大代表；第22-27届中央委员；第7-10届苏联最高苏维埃联盟院代表，第8-9届俄罗斯苏维埃联邦社会主义共和国最高苏维埃代表。

## 荣誉
苏联：
- 三次列宁勋章
- 十月革命勋章（1987）

古巴：
- 文艺复兴勋章